# Exsurge Domine

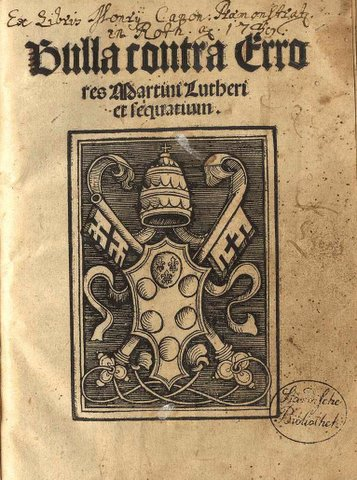
Bulla "Exurge Domine" papieża Leona X

Exsurge Domine (Powstań Panie) – bulla papieska wydana przez Leona X 15 czerwca 1520 roku zawierająca potępienie poglądów i działań Marcina Lutra.

## Tło powstania Exsurge Domine
W następstwie debaty lipskiej Eck zrozumiał konsekwencje, jakie dla papiestwa i Kościoła rzymskiego mają nauki Lutra i na jesień 1520 roku wyjechał do Rzymu, gdzie starał się, przez jakiś czas bezskutecznie, doprowadzić do potępienia Lutra i jego zwolenników. 
Efektem jego energicznych zabiegów, do których włączyli się kardynałowie: Hieronim Aleander, de Vio, Sylwester de Prierio oraz Campeggio, były cztery posiedzenia konsystorza, na których opracowano bullę Exsurge Domine. Eck otrzymał godność nuncjusza papieskiego i był jedną z trzech osób, którym powierzono nadzór nad promulgacją i wykonaniem tej bulli.

## Treść bulli
Bulla Exsurge Domine nakazywała zwolennikom reformacji odwołania 41 błędów Marcina Lutra, jakie strona papieska wyciągnęła z jego pism. Odwołanie to miało nastąpić w ciągu 60 dni, a w razie braku odwołania grożono nałożeniem kar kościelnych. 
Wśród potępionych nauk Lutra znajdowały się następujące twierdzenia:
- [Dz 742] 2. Zaprzeczyć, iż w dziecku po chrzcie pozostaje grzech to traktować z pogardą zarówno Pawła jak i Chrystusa.

- [Dz 743] 3. Zarzewie grzechu, nawet jeśli nie ma rzeczywistego grzechu, opóźnia wejście do nieba duszy opuszczającej ciało.

- [Dz 747] 7. Najprawdziwszym powiedzeniem oraz nauką o żalu za grzechy daną do tej pory: "Nie czynić zła w przyszłości jest największą pokutą; a nowe życie jest najlepsza pokutą".

- [Dz 750] 10. Nikomu nie zostają grzechy odpuszczone, kto nie wierzy, że zostają mu odpuszczone wskutek rozgrzeszenia kapłańskiego. Owszem, grzech pozostałby nadal o ile nie uwierzy, że został mu odpuszczonym, ponieważ odpuszczenie grzechu i udzielenie łaski nie wystarczają, lecz należy także wierzyć, że jest odpuszczony.

- [Dz 751] 11. W żaden sposób nie możesz mieć pewności odpuszczenia grzechów z powodu twego żalu, lecz jedynie z powodu słów Chrystusa: "Cokolwiek rozwiążecie, etc". Dlatego też twierdzę, jeśli uzyskałeś rozgrzeszenie kapłana, ufaj i wierz stanowczo, że jesteś prawdziwie rozgrzeszony, jakkolwiek by się przedstawiała sprawa żalu.

- [Dz 757] 17. Skarbcem Kościoła, z którego papież udziela odpustów, nie są zasługi Chrystusa i świętych.

- [Dz 758] 18. Odpusty są pobożnym oszukiwaniem wiernych, i uwolnieniem od pełnienia dobrych uczynków; należą one do liczby tych rzeczy, które są dozwolone, nie zaś do liczby tych rzeczy, które są pożyteczne.

- [Dz 759] 19. Odpusty dla tych, którzy je prawdziwie zyskują, są bez żadnego pożytku dla odpuszczenia kary za grzech popełniony wobec Bożej sprawiedliwości.

- [Dz 760] 20. Zwiedzeni są ci, którzy wierzą, iż odpusty są godne pochwały i pożyteczne dla owoców ducha.

- [Dz 761] 21. Odpusty są niezbędne jedynie dla [odpuszczenia] grzechów publicznych, i udziela się ich tylko ludziom zatwardziałym i nie pokutującym.

- [Dz 768] 28. Gdyby papież wraz z większą częścią Kościoła uważał tak i tak, i nawet nie błądził, to nie jest jeszcze grzechem ani herezją myśleć coś przeciwnego, zwłaszcza w rzeczy niekoniecznej do zbawienia, dopóki Sobór Powszechny jednego nie potępił a drugiego nie pochwalił.

- [Dz 769] 29. Przygotowano nam drogę, by osłabić powagę soborów i swobodnie sprzeciwiać się ich dziełom, osądzać ich dekrety, a także odważnie wyznawać wszystko to, co wydaje się być prawdziwe, bez względu na to, czy zostało to zatwierdzone czy potępione przez jakiś sobór.

- [Dz 770] 30. Niektóre artykuły Jana Husa, potępione na soborze w Konstancji, są najbardziej chrześcijańskie, całkowicie prawdziwe i ewangeliczne; tych Kościół powszechny nie mógłby potępić.

- [Dz 773] 33. Palenie heretyków jest sprzeczne z wolą Ducha.

- [Dz 775] 35. Z powodu ukrytej pychy nikt nie może być pewien, że nie popełnia zawsze grzechu śmiertelnego.

- [Dz 776] 36. Wola po grzechu jest wolna jedynie z nazwy, i dopóki czyni się to, co w człowieku, dopóty się grzeszy śmiertelnie.

## Promulgacja i wykonanie bulli
Promulgacja i wykonanie Exsurge Domine przebiegała w Europie Zachodniej bez przeszkód, jednak w Wiedniu i w północnych Niemczech (m.in. na uniwersytetach w Lipsku, Erfurcie, Wittenbergii) bulla została przyjęta z wrogością, była odrzucana i niszczona. 
Sam Marcin Luter spalił bullę publicznie 10 grudnia 1520 r. w Wittenberdze, zaś Leon X w odpowiedzi opublikował 3 stycznia 1521 r. bullę: "Decet Romanum Pontificem", ekskomunikującą Marcina Lutra z kościoła katolickiego.